# Евангелион: 3.0+1.01: Как-то раз
«Евангелион: 3.0+1.01: Как-то раз»; Evangelion: 3.0+1.0: Thrice Upon a Time (яп. シン・エヴァンゲリオン劇場版𝄇 Син Эвангэрион Гэкидзё: бан, буквально «Евангелион: Новая киноверсия: Реприза») — анимационный фильм режиссёра Хидэаки Анно, выпущенный Studio Khara. Это четвёртый и последний фильм в тетралогии Rebuild of Evangelion, основанный на сериале «Евангелион». Изначально выход намечался на 2015 год, но работа была приостановлена в связи с участием Анно в создании киноленты «Годзилла: Возрождение». Производство возобновилось в конце 2016 года. Премьера была запланирована на 27 июня 2020 года, но отложена из-за пандемии COVID-19. Новая дата установлена на 23 января 2021 года. Ввиду опасной эпидемиологической обстановки в Японии 14 января 2021 года объявлен перенос. Премьера состоялась 8 марта 2021 года. В программе Professional: The Way of Work, вышедшей на канале NHK 22 марта 2021 года, режиссёр заявил, что «с этим я закончил с Евой» и у него больше нет эмоциональной привязанности. Премьера за пределами Японии планировалась 13 августа 2021 года на потоковом сервисе Amazon Prime Video, но случилась на день раньше.

## Сюжет
Wille размещает свою базу в Париже, где хранятся боеприпасы и запчасти Евангелионов, и под руководством Рицуко Акаги готовится к восстановлению города. Их атакуют с воздуха Евы 44А, посланные Nerv. Мари на Еве-08 защищает преобразователь среды, пока команда работает над устройством. Однако главные силы противника — это запрещённые Ватиканским договором энергоблоки 44Б и позитронная пушка 4444С, способная одним выстрелом разбить оборону из летающих кораблей. При помощи разрушенной Эйфелевой башни Мари уничтожает орудие. Теперь город в безопасности, туда заходят Wunder и его флот. Тем временем Аска, Рей и подавленный Синдзи идут по опустошённому красному Токио-3, где местами нарушена гравитация. Однако их обнаруживает выживший Кэнсукэ Аида и доставляет в Деревню-3, где их встречают Тодзи Судзухара и Хикари Хораки. Тодзи — врач, женат на Хикари, у них есть дочь Цубамэ. Кэнсукэ — техник. Все рады видеть Синдзи, кроме Аски. Рей удивляется, что в деревне много людей. Оказалось, что Wille снабжает поселение контейнерами Kredit. Синдзи замкнулся и не хочет есть. Он безразлично смотрит на голую Аску в доме Кэнсукэ, но как только видит у неё такой же ошейник, от которого Каору лишился головы, его рвёт. Аска из-за своей сущности не должна появляться в деревне, не может уснуть и называет людей Лилин. Рей остаётся у семьи Судзухары и работает на рисовом поле, выполняя дневную норму. Принимая тёплую ванну, а не LCL, она задаётся вопросом: как это — жить без приказа? Аска вне себя от злости и заталкивает апатичному Синдзи еду в рот, обвиняя его в том, что он творит зло и поэтому больше ничего не хочет делать. Синдзи уходит к развалинам бывшего отделения Nerv на берегу озера.
Аска говорит с куколкой, что всегда будет одна. Рей ищет Синдзи, Аска объясняет ей, что всех Аянами так запрограммировали в Nerv, чтобы им нравился третий мальчик. Когда она находит его, то оставляет паёк и плеер SDAT, который Икари отбрасывает.
Рей помогает по хозяйству, Синдзи долго молчит. Однажды Аянами спрашивает, защищает ли Синдзи деревню, получив ответ, что он всё разрушил, никого не хочет видеть и не понимает доброго к себе отношения. Когда Икари приходит в себя, Кэнсукэ берёт его своим помощником. Wille устанавливают сдерживающее поле, за которым находится красная зона и пришедшие в движение безголовые Евы. Если они прорвутся — деревне конец.
Рей просит Синдзи, чтобы он дал ей имя в новой жизни. Через некоторое время Аянами становится плохо — она может существовать только в пределах штаба Nerv, а уровень LCL падает. Тодзи идёт вместе с Синдзи и вспоминает прошлое. Кэнсукэ говорит, что его отец погиб от несчастного случая. Так как Гэндо Икари жив, то Синдзи нужно встретиться с ним.
Рей переодевают в школьную форму. На участке по восстановлению Кэнсукэ знакомит Синдзи с 14-летним Рёдзи-младшим, сыном Кадзи и Мисато. Отец Рёдзи умер, пытаясь остановить Третий удар, а мать ушла, считая себя недостойной. Скоро прибывает Wunder с поставками. Рей осознаёт, что осталось недолго и плачет. Она оставляет Хикари записку, где благодарит за всё и прощается. Синдзи произносит, что не хочет думать о другом имени, кроме Аянами. Рей отвечает, что счастлива и вновь передаёт плеер. Она не может здесь выжить и превращается в LCL.
Синдзи решает пойти с Аской на Wunder и получает пулю со снотворным. Просыпаясь, он видит Сакуру, сестру Тодзи, которая бьёт его по лицу за пилотирование Евы. Икари (объект «БМ-03») помещают в особую камеру. Личный состав от этого не в восторге. Аску повышают до майора. Мари наполняет их комнату книгами. Аска говорит, что сопляку Синдзи нужна не девушка, а мать. Wunder — это ковчег, сохраняющий жизнь на Земле, корабль Кадзи доверил Мисато. Новая штаб-квартира Nerv с Чёрной луной движутся к Южному полюсу, эпицентру Второго удара, чтобы завершить план Seele реактивацией Евы-13. Кодзо Фуюцуки по приказу Гэндо готовит к запуску Евы 09-12 для окончания Четвёртого удара и завершения проекта комплементации человечества. Старик знает, что Икари заставил сына испытать боль от потери, когда Аянами № 6 утратила форму. Рицуко говорит Мисато, что та пожалеет за мягкость к Синдзи, и не следовало пускать его на борт. Кацураги смотрит на фотографию Синдзи и сына.
Nerv прибывает в пункт назначения; до конца света остаётся несколько часов. Флот Wunder и две Евы приводятся в боевую готовность. Аске и Мари выдают новые защитные белые костюмы. Аска в последний раз спрашивает Синдзи, понял ли он, за что она хотела его ударить. Ответ был правильным: потому что он не смог взять на себя ответственность, не решив ни помочь, ни убить её в тестовой Еве, заражённой Ангелом. Аска понимает, что Синдзи вырос и признаётся, что раньше любила его, но повзрослела быстрее. Мари прощается по-китайски: «Цзай цзянь!» («До свидания!»). Видение Каору говорит Синдзи, что он должен найти собственное место и они обязательно встретятся.
Wunder начинает операцию «Ямато» по предотвращению Четвёртого удара и нейтрализации Евы-13. Правый борт атакован аналогичным по мощности кораблём Nerv под командованием Фуюцуки. Wunder включает аварийное погружение, сталкивается с роем Евангелионов и попадает в засаду. Пока флагман прорывается к Чёрной луне, Аска и Мари прикрывают от натиска бесчисленных Ев-07. Аска добирается до Евы-13, но не может проникнуть через AT-поле и разбить ядро. Мари получает ранение. Корабли Nerv спускаются в эпицентр — врата в ад и создают «крылья света», чтобы открыть двери Гафа. В этот момент необнаруженный четвёртый корабль протаранил Wunder. Аска использует последнее средство Евы-02: активирует чёрный код 999, снимает повязку и выпускает из себя девятого Ангела, перестав быть человеком. Однако это не помогает, Ева-13 запускается, разрывая и сжигая Аску. К ней является «оригинал», которая говорит, что клон серии Сикинами должен воссоединиться с ней. Ева-02 взрывается в LCL. К Wunder прицепляется паразит — Ева-09, блокирующая систему управления. Все корабли искусственно создают Лилит и превращают Чёрную луну в спиральное копье. Мари отступает из рушащегося штаба Nerv. Гэндо Икари появляется на палубе флагмана, подготовив Еву-13 к пробуждению. Рицуко стреляет в него, но безрезультатно, поскольку он использовал ключ Навуходоносора, чтобы стать богом. Гэндо раскрывает сценарий Seele: пилоты Аянами и Сикинами были специально созданы для завершения проекта, а Второй удар, вызванный доктором Кацураги, был первым этапом плана. Ева-13 съедает девятого Ангела и завершает Четвёртый удар, открыв двери Гафа с помощью копья Чёрной луны. Все человеческие души сливаются с цельноядерными Евами, в последнем ритуале их коллективный разум попадёт в рай. Гэндо объясняет, что Ангелы вкусили плод Древа Жизни, но теперь люди их победили и должны наслаждаться вечностью как дети божьи, так как «всадники» (Евы 09-12) уже собрались. Икари требует вернуть Еву-01 и заходит в тринадцатую. Земля поглощается Евами бесконечности, Деревня-3 едва держится, за дверьми Гафа — антивселенная, куда Wunder не пройдёт. Wille больше не в состоянии сражаться. Синдзи предлагает пустить его в оставшуюся Еву.
Мари бьётся с Евой-паразитом. Синдзи говорит Мисато, что хочет разобраться с отцом сам и надевает ошейник. Сакура Судзухара и Мидори Китаками пытаются убить парня за устроенный им ад, но пулю принимает Мисато, которая поручилась за него. Теперь другого выбора нет, кроме как поддержать командира. Мари на Еве-08 забирает Синдзи в родном сине-белом контактном костюме, чтобы он попал в антивселенную, где находится Гэндо. Внутри Евы-01 оригинальный клон Аянами извиняется за прошлое, но Синдзи отвечает, что всё в порядке. Синхронизация Синдзи достигает бесконечного показателя. Обе Евы с копьями Кассия и Лонгина попадают в Голгофу, основу мироздания, где была Юи Икари. Именно там судьба подчиняется воле одного человека. LCL создаёт симуляцию воспоминаний. Сын сопротивляется и выступает против отца. Битва происходит в виртуальном Токио-3, квартирах Мисато и Рей, школе, а также в Геофронте, на поле арбузов Кадзи, развалинах Nerv. Первая Ева воплощает надежду, тринадцатая — отчаяние. Синдзи, вспоминая Деревню-3, понимает, что проигрывает и силой Гэндо не победить. Решив договориться, сын узнаёт, что с помощью двух копий на Голгофе отец намерен инициировать собственный Удар.
Мисато собирается создать из позвоночника Wunder новое копьё и отправить Синдзи. Гэндо показывает сыну «чёрную Лилит» — воображаемый Евангелион, его существование предсказывал доктор Кацураги, отец Мисато. Копья дополняют друг друга, реальность и фантазия смешиваются, всё становится целым. Последний ритуал начинается и Дополнительный удар Гэндо переписывает мир заново как способ исполнения желаний. Очеловеченная Лилит поднимается из дверей Гафа и подчиняет все Евы бесконечности. Мари приходит к Фуюцуки, он замечает, что вместе с Икари они слишком долго цеплялись за надежду. Старик заявляет, что его работа закончена и Мария Искариот может поступать как хочет. Фуюцуки обращается к Юи и распадается в LCL. Мисато приказывает оставшейся команде покинуть флагман и готовится атаковать гигантскую Лилит. Мари уничтожает последние Евы и корабли Nerv. Гэндо показывает Синдзи мир, в котором нет А.Т.-полей и любых барьеров, а человечество имеет одно сердце и разум, чистые и незапятнанные. Сын в ответ передаёт отцу знакомый плеер, который был у него раньше. Они оказались похожи в детстве. Гэндо жил нелюдимым до встречи с Юи (их познакомила Мари), а потеряв её, не смог смириться с одиночеством, не желая признавать свою слабость, поэтому создал Рей и задумал комплементацию. Мисато на Wunder прорывается через руки Лилит. Мари бросает копьё Гая (знание и сила воли), которое попадает прямо в глаз сущности. У Синдзи появляется оружие, способное остановить удар. Однако флагман взрывается вместе с Мисато. Гэндо признаётся, что считал сына наказанием и отстранился от него, думая, что так будет лучше. Открывшись Синдзи, отец понимает, что жена была рядом, даже после смерти, и получает искупление. Появляется Каору и спрашивает Синдзи, чего тот хочет. Сейчас для него важны не собственные переживания, а спасение Аски и друзей. Каору исполняет желание.
Синдзи прощается с Аской и просит её передать привет Кэнсукэ. Настаёт очередь Каору, он хотел стать счастливым вместе со своим другом. Синдзи признаётся, что желает избавиться от всех Ев, включая тринадцатую. Кадзи-старший говорит «командующему» Нагисе, что ему было нужно счастье на двоих. Каору, первый Ангел, понимает, что всего лишь играл роль в круге вечности и они с Кадзи уходят. Следующей отправляется Рей. Копьём Гая Синдзи создаёт новый мир для людей, Neon Genesis. Гэндо и Юи жертвуют собой (совершая «убийство бога»), помогая сыну. Все Евы и Лилит исчезают. Синдзи сидит на морском пляже, где его находит Мари. В последней сцене взрослые Аска, Рей и Каору ждут поезда на платформе, а взрослые Синдзи и Мари убегают со станции.

## Роли озвучивали
| Актёр            | Роль                     |
| ---------------- | ------------------------ |
| Мэгуми Огата     | Синдзи Икари             |
| Рюносукэ Камики  | Синдзи Икари (взрослый)  |
| Мэгуми Хаясибара | Рей Аянами, Юи Икари     |
| Юко Миямура      | Аска Лэнгли Сикинами     |
| Маая Сакамото    | Мари Илластриэс Макинами |
| Акира Исида      | Каору Нагиса             |
| Фумихико Татики  | Гэндо Икари              |
| Мотому Киёкава   | Кодзо Фуюцуки            |
| Котоно Мицуиси   | Мисато Кацураги          |
| Юрико Ямагути    | Рицуко Акаги             |
| Хиро Юки         | Макото Хьюга             |
| Мики Нагасава    | Майя Ибуки               |
| Такэхито Коясу   | Сигэру Аоба              |
| Коити Ямадэра    | Рёдзи Кадзи              |
| Коки Утияма      | Рёдзи Кадзи-младший      |
| Томокадзу Сэки   | Тодзи Судзухара          |
| Дзюнко Ивао      | Хикари Хораки            |
| Тэцуя Иванага    | Кэнсукэ Айда             |
| Миюки Савасиро   | Сакура Судзухара         |
| Акио Оцука       | Кодзи Такао              |
| Анри Кацу        | Хидэки Тама              |
| Мария Исэ        | Мидори Китаками          |
| Саяка Охара      | Сумирэ Нагара            |

## Производство
Аниме было анонсировано вместе с «Евангелионом 3.33: Ты (не) исправишь», как завершающая часть Rebuild of Evangelion, под рабочим названием «Евангелион: Финал».
В 2014 году на 27-м международном кинофестивале в Токио журналист The Japan Times Марк Шиллинг задал вопрос: «Есть новости, когда начнётся производство „Евангелиона 4“?». Анно ответил по-английски: «Без комментариев», и весь зал рассмеялся. 19 декабря 2014 года, в рамках проекта Japan Animator Expo, был показан короткометражный фильм until You come to me, режиссёром выступил Тадаси Хирамацу. Но официальным трейлером это считать нельзя, так как видео является демонстрацией достижений молодых аниматоров Studio Khara. 
После проблем с производством третьего фильма режиссёр и продюсер Хидэаки Анно поддался депрессии, посетовал на упадок японской анимации и публично заявил в 2015 году о том, что он не может работать над ещё одним фильмом. Однако компания Toho предложила ему режиссировать перезапуск франшизы «Годзилла», — «Годзилла: Возрождение»; Анно обвиняет картину в том, что она задержала его работу над «Финалом», несмотря на коммерческий успех. Также в 2016 году персонал Studio Khara, включая режиссёра Кадзую Цурумаки, был занят подготовкой специального выпуска The Dragon Dentist. После официальных извинений режиссёр анимации Такэси Хонда заявил, что работа над фильмом была возобновлена.
| Поклонникам «Евангелиона». Я очень сожалею, что заставляю вас ждать. Я много работаю и делаю всё возможное. — Хидэаки Анно |

Кроме того, задержка была обусловлена и финансовыми причинами: в августе 2014 года Khara предоставила Gainax заём на 100 млн иен ($916 400). В 2016 году Анно обратился с иском о взыскании долгов, опасения вызывал не столько возврат денег, сколько судьба производственных материалов, которые могли быть проданы неизвестным лицам или организациям. В 2017 году Токийский окружной суд вынес решение, согласно которому Gainax должна выплатить взятые средства в полном объёме.
В 2017 году, после прямого обращения Тосио Судзуки к Анно, Такэси Хонда оставил работу и перешёл в Studio Ghibli, чтобы стать режиссёром анимации предстоящего фильма «Мальчик и птица». 5 апреля 2017 года Khara объявила, что работа над следующей частью новой версии «Евангелиона» идёт полным ходом. В мае 2018 года студия заявила о наборе сотрудников на должности мультипликаторов для работы над 3D-графикой, визуальными эффектами и 2D-анимацией, начиная с 30 июня 2018 года.

Официальный постер 2019 года

Небольшой официальный тизер был показан 20 июля 2018 года во время японской премьеры «Мирай из будущего».
19 марта 2019 года стало известно, что началось озвучивание первой части фильма. Вместе с объявлением была размещена фотография обложки сценария с подписью H. Anno. Процесс завершился 12 апреля 2019 года. Голоса во второй части записывались с 3 февраля 2020 года.
6 июля 2019 года первые 10 минут фильма были продемонстрированы в Японии, на Japan Expo в Париже, Anime Expo в Лос-Анджелесе и CCG Expo 2019 в Шанхае. Текст опубликованного постера 続、そして終。非、そして反。переводился как «Продолжение и конец. Ошибка и антитеза».
19 июля 2019 года появился второй официальный тизер, где была названа дата выхода в японском прокате — июнь 2020 года. День 27 июня был уточнён на официальном сайте франшизы в конце декабря.
17 апреля 2020 года было объявлено, что фильм перенесён на неопределённый срок по причине эпидемии коронавируса. Авторы принесли извинения зрителям. Режиссёр оставил сообщение и подчеркнул, что ему очень жаль заставлять людей ждать ещё больше после 8 лет. Новый постер имел слова «Пока, все Евангелионы». Международное название Thrice Upon a Time отсылает на одноимённый научно-фантастический роман Джеймса П. Хогана о путешествиях во времени. Studio Ghibli предоставила старый мультстанок для создания аналоговой анимации, где Синдзи сидит на берегу. Однако 70% фильма являются компьютерной анимацией, выполненной сотрудниками Color and Unity Technologies Japan на игровом движке Unity с расширением Anime Toolbox, а также компанией Project Studio Q в Blender. Анно просил снимать одни и те же сцены с разных углов. Производственная команда использовала камеры, модифицированные с помощью контроллеров PlayStation 4.
Поскольку выход не состоялся в определённый день, 28 июня 2020 года китайский режиссёр Сомэй Сун опубликовал полную версию короткометражного ролика Evangelion: It Can (not) Be True, который в сжатом виде показывался в мае для рекламы смартфонов OPPO Ace 2. 
29 сентября 2020 года аниматор Такаси Хасимото сообщил, что приступил к рисованию фрагмента Евы, «который останется в истории». Ввиду 25-летия премьеры сериала Хидэаки Анно выпустил очередное обращение по поводу задержек: «Я сам виноват, что мне потребовалось так много времени, чтобы завершить этот проект, но благодаря всем фанатам он продолжается до сих пор. Ещё раз признателен за вашу поддержку». Также режиссёр написал, что находиться в офисе сложно из-за коронавируса, но сделает всё возможное, чтобы фильм был доведён до конца. Studio Khara было запланировано более двух часов просмотра. Это может вызвать проблемы с кинотеатрами, которые ограничивают количество ежедневных показов полнометражных фильмов из-за пандемии. На 2 октября 2020 года проходила финальная проверка анимации перед редактированием. 19 ноября окончена запись основных и дополнительных голосов. 17 декабря 2020 года все съёмочные и монтажные работы в студии были завершены.

## Выпуск

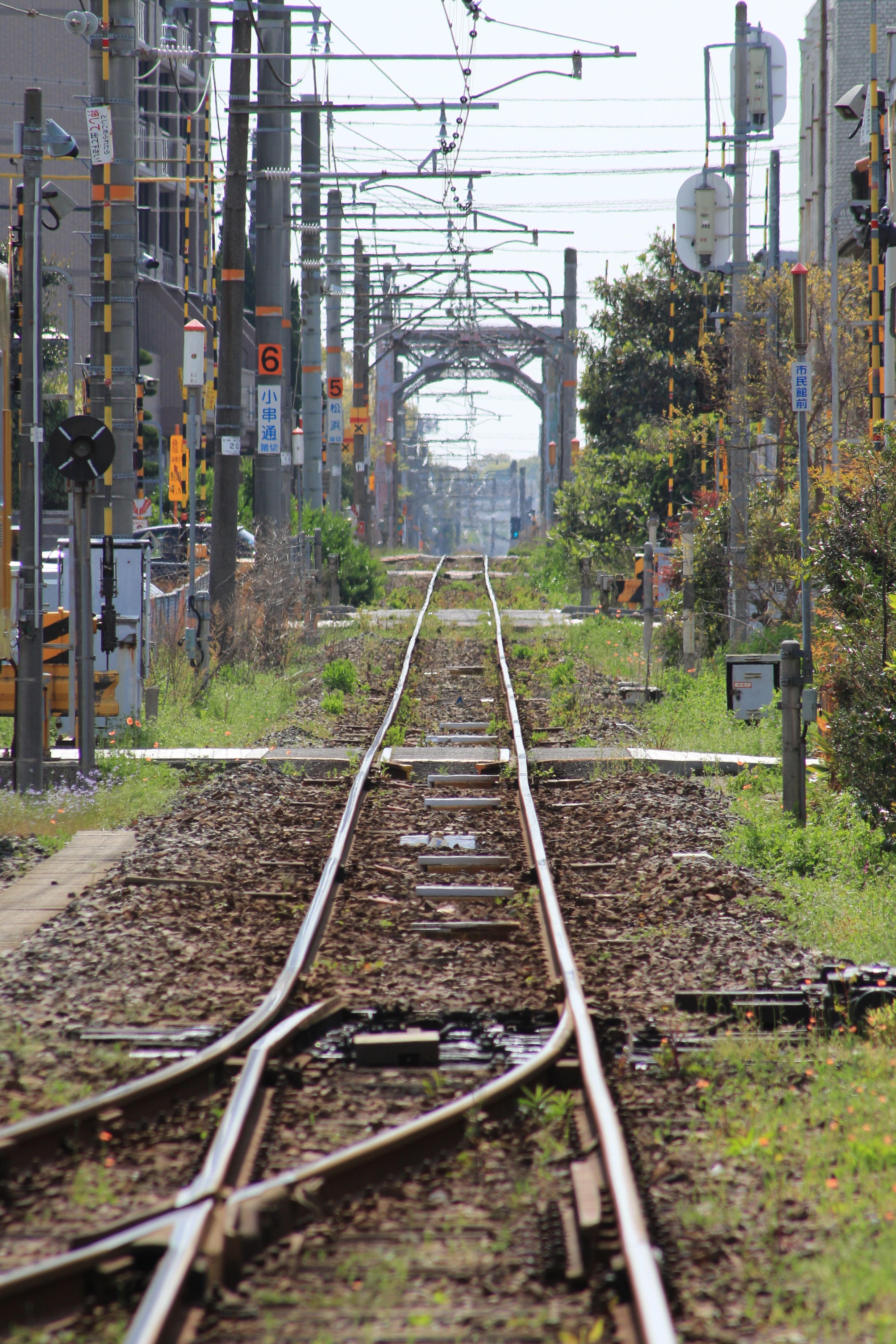
Вид на Син-Ямагути с железнодорожного переезда возле станции Убе-Синкава

Официальный трейлер был опубликован вместе с новым постером 24 декабря 2020 года. В некоторых японских кинотеатрах показ будет проходить в системе IMAX. В связи с распространением коронавирусной инфекции и объявлением чрезвычайного положения в Токио и трёх ближайших префектурах, принято решение отменить ночные сеансы 23 января 2021 года. Затем от выпуска снова воздержались. Продолжительность фильма — 2 часа 35 минут, что гораздо больше остальных в тетралогии. Studio Khara обещала провести премьеру 8 марта в 4DX и IMAX. 7 марта на официальном YouTube-канале студии и сервисе Prime Video были продемонстрированы 12 минут фильма и 3 минуты краткого пересказа сюжета предыдущих аниме. Показ стартовал 8 марта 2021 года. В Интернет достаточно быстро попали кадры с экрана, и Khara пригрозила большими штрафами в 10  млн иен (90 тыс. долларов) и тюремным заключением на срок до 10 лет за нарушение законов о несанкционированной записи фильмов в кинотеатрах и авторском праве. 
Что касается завершения истории, то Мэгуми Огата спросила режиссёра в начале озвучивания, действительно ли это конец. Анно ответил: «Всё кончено». 28 марта 2021 года сэйю франшизы собрались вместе в Shinjuku Wald, это проводилось впервые после 1997 года и показывалось в 334 кинотеатрах Японии. 11 апреля 2021 года Анно, Цурумаки, Маэда и Огата вышли на сценическое приветствие в зале Shinjuku Baltic 9 и поблагодарили всех сотрудников и поклонников за участие и поддержку. Мероприятие транслировалось в прямом эфире в 328 залах по всей Японии. 29 апреля 2021 года по спутниковому телеканалу NHK BS1 была показана расширенная 100-минутная версия Goodbye All Evangelion ~1214 Days of Hideaki Anno~ о производстве аниме. Макет «Деревни-3» 9 м длиной и 4 м высотой выставлен в тематическом парке Small Worlds Tokyo. Зрители, посмотревшие фильм в кинотеатрах, приезжали в город Убе и фотографировали платформу станции Синкава, которая появляется в одной из важных сцен, а также железнодорожные переезды Мацухама и Когуси-дори на юго-восточной стороне, изображённые на постере. Некоторые посетили химический завод Ube Industries Ltd. Городские власти отнеслись к этому положительно, поскольку продажи билетов возросли. Железнодорожная станция Тенрю-Футамата в Хамамацу, которую также можно увидеть в фильме, до 26 сентября 2021 года изменила обозначение на платформе на «Дайсанмура», то есть «Деревня-3». 
6 июня 2021 года было объявлено, что у фильма появится новая версия Evangelion: 3.0+1.01, которая содержит незначительные изменения в анимации. Последний показ в японских кинотеатрах, включая Dolby Cinema, IMAX и 4DX, начался 12 июня 2021 года, для зрителей предусмотрен 36-страничный буклет Eva-Extra-Extra с иллюстрациями и предысторией третьего фильма под названием Evangelion 3.0: (-120 min). На обложках изображены Аска на красном фоне, а также Мисато и Синдзи. 22 июня 2021 года 16 актёров озвучивания участвовали в прямом эфире специальной программы Shin Evangelion's All Night Nippon, режиссёры Кадзуя Цурумаки и Махиро Маэда выступили удалённо, трансляция шла на 36 радиостанциях Японии. 6 июля 2021 года на официальном YouTube-канале Khara была показана «Операция 0706», куда вошли первые 10 минут 40 секунд премьеры 2019 года, 8 минут 7 секунд Evangelion: 3.0+1.01, комментарии сотрудников студии, режиссёрская версия Shin Evangelion's All Night Nippon на 1 час 45 минут 18 секунд, где выступили все сэйю и певица Ёко Такахаси. Завершающее сценическое приветствие состоялось 11 июля 2021 года в Shinjuku Wald 9 с участием Огаты, Мицуиси, Ямагути, Татики и Анно. Японский показ фильма закончился 21 июля.
1 июля 2021 года стало известно, что исключительное право на премьеру Evangelion: 3.0+1.0: Thrice Upon a Time в 240 странах и территориях за пределами Японии приобрёл сервис Amazon Prime Video. 13 августа фильм оказался доступен и японским зрителям по многочисленным просьбам. На Amazon также был размещён документальный фильм 1214 Days of Hideaki Anno. По мнению журнала «Мир фантастики», название Thrice Upon a Time (официально — «Как-то раз») точнее переводится как «Трижды» или «В третий раз».
Специальный показ фильма прошёл 5 и 9 декабря 2021 года в кинотеатре Toho Cinemas Roppongi Hills в ознаменование персональной выставки Хидэаки Анно. В годовщину премьеры, 8 марта 2022 года, состоялась прямая трансляция на сервисе Twitch для обладателей учётной записи Amazon Prime, также в эфире  режиссёр и сотрудники Studio Khara ответили на вопросы пользователей. Также сеанс доступен в музее искусств префектуры Ямагути с 17 по 25 августа 2022 года. 19 августа 2023 года Evangelion: 3.0+1.01 Thrice Upon a Time транслируется на канале WOWOW вместе с остальными фильмами тетралогии.
Выход издания «Евангелион 3.0+1.11» на Blu-ray, 4K Ultra HD и DVD состоялся 8 марта 2023 года. Дополнительные материалы включают бонусное видео Evangelion: 3.0 (-46h), не вошедшее в третью часть, Evangelion: 3.0 (-120min) — анимированная версия одноимённой манги в цвете и с озвучкой оригинальных сэйю, анонс Evangelion 3.333, трейлеры, саундтрек к фильму и песню «What If?» (ограниченный тираж), сценическое приветствие, запись программы Shin Evangelion's All Night Nippon и 28-страничную книгу. С 10 по 16 марта 2023 года «Евангелион 3.0+1.11» показывается в японских кинотеатрах Dolby Cinema. В США стандартное и коллекционное издания с 28-страничной книгой, карточками и постером выпускает компания GKIDS 17 октября 2023 года. В Великобритании показ в кинотеатрах IMAX организовала Anime Limited, которая также издаёт DVD и Blu-ray. 
Материалы о фильме (обзор и оценка, лицензирование и реклама, список сотрудников, замечания режиссёра, раскадровки, монтаж, интервью с создателями) были изданы в книге Project Shin Evangelion. В качестве экспертов выступили Кадзуя Цурумаки, Махиро Маэда, Икки Тодороки (помощник режиссёра), Томоюки Огата (вице-президент Studio Khara), Моёко Анно, Тосио Судзуки и Нобуо Каваками (Kadokawa). По словам составителя Кадзумасы Нариты, в Evangelion: 3.0+1.0: Thrice Upon a Time не было производственного комитета, финансирование обеспечивала компания Анно, за которым оставалось последнее слово, таким образом, проект вышел независимым.

## Сборы
За первый день проката было собрано 802 млн иен (7,3 млн долларов). На 10 марта заработано 828 млн иен, то есть 7,6 млн долларов, из них в IMAX оказалось 740 тыс. За неделю сборы составили 3,3 млрд иен (30,6 млн долларов), в том числе 3,4 млн пришлось на IMAX. Две недели принесли 4,9 млрд иен (45 млн долларов). За три недели показатели возросли — более 6 млрд иен (55 млн долларов). Месяц увеличил результат до 7 млрд иен (63,7 млн долларов). Тем самым Evangelion: 3.0+1.0: Thrice Upon a Time стал самым кассовым во франшизе, обойдя 
Evangelion: 3.0 You Can (Not) Redo c его мировыми сборами в 60,6 млн долларов. 24 мая 2021 года стало известно о 8,54 млрд иен (78,4 млн долларов), таким образом установлен новый рекорд среди работ режиссёра. К 12 июля 2021 года, после показа новой версии, было собрано 9,99 млрд иен (90,83 млн долларов), Анно добавил, что «999 — это хорошее число для Toei». 13 июля 2021 года сборы превысили 10 млрд иен (90,85 млн долларов), для чего потребовалось 127 дней. Однако эти цифры не соответствуют достижениям хита 2020 года — аниме «Истребитель демонов: Поезд „Бесконечный“», который за первый день заработал 12 млн долларов, а за десять поднялся до 100 млн. Анно высказал надежду, что если Evangelion: 3.0+1.0 превысит «Годзиллу: Возрождение» и даже выйдет на 10 млрд иен, это оживит индустрию. 19 июля 2021 года полученные 10,15 млрд иен (91,21 млн долларов) дали Evangelion: 3.0+1.0: Thrice Upon a Time 35 место в списке самых кассовых фильмов в Японии. На 21 июля 2021 года сборы составили 10,22 млрд иен (92,7 млн долларов). «Евангелион: 3.0+1.01» стал самым кассовым фильмом Японии в 2021 году. Однако его заменил Jujutsu Kaisen 0 the Movie, собравший 10,45 млрд иен к 7 февраля 2022 года. К 2024 году сумма увеличилась до 93,88 млн долларов.

## Награды
- Tokyo Anime Award, 2022 — лучший фильм[129].
- Премия Японской академии за лучший анимационный фильм года, 2022[130].

## Музыка
Главной музыкальной темой стала песня «One Last Kiss» Хикару Утады. В цифровом виде композиция планировалась к выходу 24 января, а на физических носителях 27 января 2021 года, однако сроки сдвинулись на 9 и 10 марта. В мини-альбом вошли также ремастированные и новые версии «Beautiful World», «Fly Me to the Moon (In Other Words)» и «Sakura Nagashi». Диск возглавил Billboard Japan Hot 100 и оказался на 2 месте в чарте Oricon. Был снят клип «One Last Kiss», который выпустила сама Утада, съёмки производились на окраине Лондона, в том числе на смартфон, монтажёром и режиссёром выступил Хидэаки Анно. На обложке компакт-диска изображён Синдзи, а на японской грампластинке Рей, в зарубежном варианте Аска с глазной повязкой. Изданием для США и Европы занимается Milan Records, выход состоялся 20 августа и 22 октября 2021 года, LP прозрачный и синий. Саундтрек от Сиро Сагису должен был поступить в продажу 10 февраля 2021 года на 3 дисках, но отложен до 17 марта. Коллекционная версия представляет собой коробку со стикерами. В 2024 году Milan Records издаёт музыку к «Евангелиону 3.0+1.0» на трёх грампластинках. Песня «Voyager — Gravestone Without Dates» была выпущена в 1984 году для фильма Bye-Bye Jupiter на сингле Юми Мацутои, а здесь звучит в исполнении Мэгуми Хаясибары. «Yearning for Your Love» поёт Майкл Вызговски, а «Hand of Fate» — Хейзел Фернандес. Также присутствуют композиция «Crash! Todoroki vs. Great Demon Ship» за авторством Тосиаки Цусимы из фильма The War in Space (1977), треки из сериалов Nadia: The Secret of Blue Water, «Он и она и их обстоятельства». При просмотре кажется, что музыка вдохновлена и фильмами 2010-х годов, такими как «Безумный Макс: Дорога ярости».

## Критика

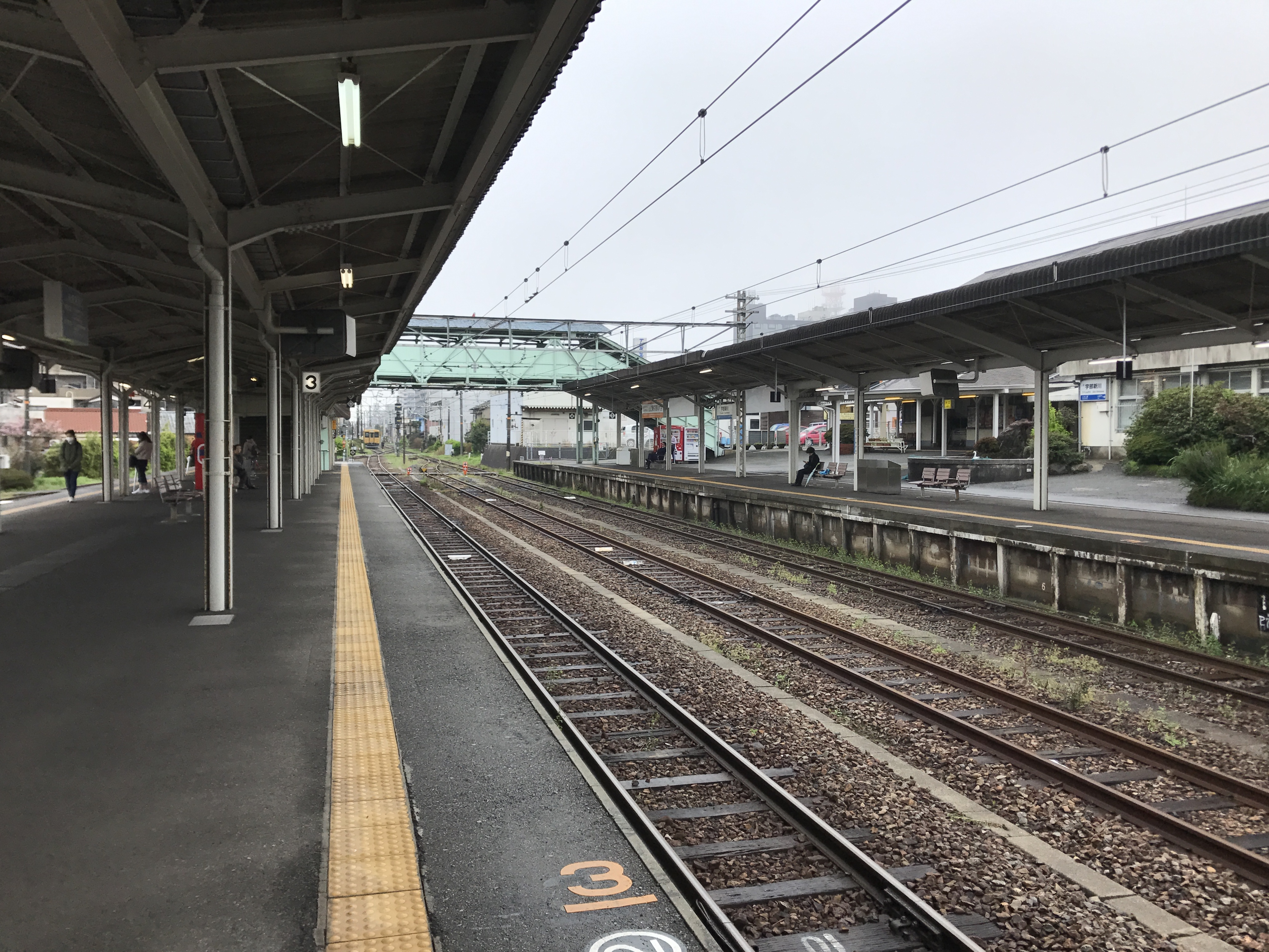
Платформа станции Убе-Синкава

Metacritic дал 85 баллов из 100 возможных на основании 8 рецензий. На Rotten Tomatoes рейтинг составляет 100% с учётом 29 критических обзоров.
В обзоре IGN фильм получил 8 из 10 баллов. Хидэаки Анно «перестроил» историю, добавив надежды и позитива до такой степени, что это может вызвать раздражение у давних фанатов. В нескольких сценах используются карандашные рисунки аналогично 25—26 сериям оригинала. IMAX не помог анимации выглядеть лучше. Обстановка во время ливня очень похожа на «Сад изящных слов». Ключевые персонажи принимают решения, которые в хорошем смысле кажутся совершенно не похожими на то, что зрители от них ожидают. Синдзи Икари проявляет инициативу и взаимодействует с товарищами, он преодолел бесконечную жалость к себе и стал зрелым и уравновешенным человеком. В прошлых фильмах и сериале Синдзи избегал контактов с другими из страха быть обиженным и отвергнутым. Здесь он пытается наладить испорченные отношения с отцом. Поднимаются темы взросления, движения вперёд, отпускания прошлого и поиска сил для прощения. Хотя в первую очередь «Евангелион» связывают с психической нестабильностью и хрупкостью, данный фильм больше заинтересован в исцелении ран и является глотком свежего воздуха. Такая смена ролей жизненно важна. Evangelion: 3.0 You Can (Not) Redo был шоком для всех — резким, холодным, апокалиптическим и жестоким. Но куски разбитого мира собраны, и они совместимы с печально известной тьмой. Режиссёр отпустил героев на свободу, однако их тайны ещё ждут своих искателей.
The Japan Times поставила высокую оценку — четыре с половиной звезды из пяти. Годы показали, что компьютерная графика добилась определённых успехов, хотя поклонники всегда предпочитают рисованную анимацию оригинального сериала и фильма «Конец Евангелиона». Но под этим зрелищем скрывается очень личная история. Синдзи был не единственным, кто пришёл в упадок после Evangelion: 3.0 You Can (Not) Redo. Анно сам впал в депрессию, из-за которой не набрался сил даже для посещения собственной студии. К счастью, позже он вернулся и с помощью своих друзей-режиссёров доделал фильм. По мере развития сюжета, битва становится более сюрреалистичной, в конечном итоге безжалостно ломая четвёртую стену. Для тех, кто надеется на окончательный и лёгкий для понимания финал, будет больше вопросов, чем ответов, как и раньше. Время — это замкнутый круг. Сложность — истинная сила «Евангелиона», чтобы помочь заглянуть внутрь себя, несмотря на роботов, мерчандайзинг и десятилетия споров о том, какой персонаж самый симпатичный (по мнению рецензента — Мисато). Успех франшизы является мощным опровержением точки зрения, согласно которой ничего переделывать вообще не стоило. Журнал Paste поставил 9 из 10 баллов. Оптимистичный финал кажется наиболее близким к «Новому Ультрамену», где оставшиеся после масштабной катастрофы люди продолжают жить среди руин, образуя небольшие сообщества и заботясь друг о друге. Даже если конец всему может быть очевиден, жизнь продолжается, как и прежде, человеческий дух несгибаем и несломлен несмотря ни на что. Slant Magazine дал 3 звезды из 4 и назвал Evangelion: 3.0+1.0 фильмом о сопротивлении и самореализации. The Guardian оценил средне — три звезды из пяти. В рецензии «Афиши» Хидэаки Анно по всем приметам выступает как художник-постмодернист, у которого форма важнее содержания. В определённый момент две сражающиеся Евы даже становятся куклами на съёмочной площадке токусацу. Это ирония режиссёра, снявшего Cutie Honey и «Годзиллу: Возрождение», над зрителями и собственным творчеством. Слова «Прощайте, все Евангелионы» Анно адресует поклонникам, которые отказались меняться, по-прежнему живут в виртуальном мире, обсуждают скрытые смыслы аниме и спорят на тему «Аска или Рей».
Ричард Эйзенбейс в обзоре Anime News Network подчеркнул, что трудно недооценить ажиотаж вокруг Evangelion: 3.0+1.0: Thrice Upon a Time как в Японии, так и за её пределами. Если это последнее аниме во франшизе Evangelion, то всё закончилось хорошо. Первая четверть посвящена последствиям предыдущего фильма: Синдзи в тяжёлом состоянии, Рей пытается стать собой, история Аски гораздо более тонкая — за последние 14 лет с ней многое произошло. Теперь есть  чёткое представление о целях Wille и Nerv. Но самым важным элементом является акцент на Гэндо, глубже показана его мотивация, почему он совершал ужасные вещи. Ему можно посочувствовать. В повествовательном и тематическом плане Thrice Upon a Time тесно связан с The End of Evangelion. Однако их послания разнятся: аниме 1997 года говорило, что лучше находиться рядом с дорогими людьми, несмотря на испытываемую боль. Новый фильм утверждает, что если бескорыстно любить тех, кто небезразличен и делать всё для счастья, ничего не ожидая взамен, — тогда получится избежать одиночества. Это оптимистичный урок, который звучит правдоподобно. Однако сюжет не лишён недостатков, когда дело доходит до развития Мари как персонажа, учитывая, насколько важны она сама и её прошлое. Вопросы вызывают ряд технических моментов (границы реальности, логистика, ресурсы, летающие корабли, сотни Евангелионов). С музыкальной точки зрения вышло то, что зрители ожидают от Rebuild of Evangelion: несколько треков из оригинального сериала, песни Хикару Утады и классическая музыка, они задают настроение в ключевых сценах. С визуальной стороны Thrice Upon a Time выглядит плавным и динамичным, хотя заметны переход между 2D и 3D, а также ротоскопирование. Самая большая проблема — хаотичные и нагромождённые боевые сцены. В начале вершина Эйфелевой башни является единственным оружием, способным остановить врага, что заставляет вспомнить «Тихоокеанский рубеж». Худшее, что можно сказать — многие бои выглядят прямо как из фильма «Матрица: Революция». В общем, сочетание нового и старого сделало конец тетралогии удовлетворительным.
В то время как начало в основном показывает истерзанный войной мир, продолжение превращается в калейдоскоп, где масштаб легко затмевает предыдущие части меха-кайдзю. Экшен выглядит впечатляющим, но становится всё более отчаянным. 155 минут не только наполнены зрелищностью, но и отличаются значительными паузами. Синдзи, Аска и Рей осваиваются в крошечной изолированной деревне с добрыми поселенцами. Эти сцены изображают простоту и жизнелюбие, которые поставлены на карту, поскольку нависает угроза четвёртого и, вероятно, последнего апокалипсиса. Намёк на то, что дети-солдаты никогда не знали нормального существования и безмятежная картина того, как они могли жить, не будучи связанными пагубными обстоятельствами и прихотью жестоких взрослых. Однако так «буквально» редко заявляла лингва франка оригинального сериала. Пастораль ощущается как украденный проблеск лучшей альтернативной реальности (обстановка прямо из фильма Studio Ghibli). Пока пилоты управляют Евангелионами либо по собственному выбору, либо потому, что никто другой не сможет, для них счастье — всего лишь фантазия. Аниме выжидает, а затем начинает долгое погружение в царство абстракции на фоне крещендо, искажающего и без того тревожные образы, чтобы создать нечто совершенно новое. Свобода в Thrice Upon a Time — вещь редкая и ценная по мере приближения запланированного катаклизма. Как оказалось, Гэндо был решающим персонажем, опережая всех на 10 шагов. В 26-й серии «Евангелиона» и фильме The End of Evangelion Синдзи отказался от комплементации, не поддерживая отцовский замысел. Центральной частью истории являются их напряжённые отношения. В конечном счёте любые попытки выстроить хронологический канон будут тщетными, и это правильно. Какова суть франшизы, если не поиск мимолётной искры человечности перед лицом непрекращающегося нигилизма? Казалось бы, ответ заключается в том, что Синдзи наконец-то решит свои проблемы, вместо того чтобы убегать от них. Звучит просто, но когда каждое действие и решение несёт на себе всю тяжесть мира — залезть в робота или встать с постели, то проблема станет более опустошающей, а строгая самокритика очищающей.
Crunchyroll обратил внимание, почему Аска остаётся с Кэнсукэ. Она признаётся Синдзи, что любила его, когда они были детьми, но 28-летняя не может находиться вместе с тем, кто не изменился за 14 лет. Синдзи принимает это, говоря, что тоже любит её, и Аска превращается в LCL, хотя действие происходит в антивселенной. Рей открывает для себя как быть человеком и тоже исчезает. Синдзи решает сесть в робота. Мисато позволяет ему снова пилотировать Еву-01. Сцена, где сражаются две Евы (Синдзи и Гэндо со своими идеалами) отсылает к компьютерным играм во франшизе. Evangelion: 3.0 + 1.0 стал антитезой и психоанализом. Анно завершил своё путешествие. Он использовал всё, что знал о производстве аниме и кино, включая макеты и реквизит. Финал представляет собой счастливую версию «падения» в The End of Evangelion. Когда Синдзи «побеждает» и решает перезагрузить мир на берегу моря без Евангелиона, анимация переходит в черновик и раскадровку, с чего и начиналась. Взрослые Синдзи и Мари, которых можно интерпретировать как Хидэаки и Моёко, оказываются на станции Убе. Макинами, как Аянами и Сикинами, является клоном, и неизвестно, где оригинал. Создатель закончил, ушёл из дома и оставил дело кому-то ещё. Сакура, одна из самых серьёзных в фильме, задаёт правильный вопрос: зачем впускать его в другой Евангелион? Куда он собирается и где конечная станция «Не убегать»? Тосио Окада, сооснователь и бывший продюсер Gainax, работавший вместе с Анно над Gunbuster, указал на очевидное влияние «Королевского десанта», где режиссёр Хироюки Ямага снимал макеты на видеокамеру. С другой стороны, это полная противоположность «Навсикае из Долины ветров» Хаяо Миядзаки, который критиковал Хидэаки за использование реальных кадров в производстве аниме. Не случайно Мисато говорит, что сын может дать своему отцу: похлопать по плечу или убить.